# Іванюта Орест Максимович
Іванюта Орест Максимович (3 лютого 1929, Мишковичі — 24 січня 1992, Київ) — український науковець, педагог, талановитий організатор, громадський діяч, клініцист, фтизіатр, доктор медичних наук, професор кафедри фтизіатрії Національного медичного університету імені Олександра Богомольця.

## Біографія
У 1971-1979 році — перший декан вечірнього факультету (пізніше другого лікувального) Національного медичного університету імені Олександра Богомольця.
З 1979 року, понад 10 років працював директором Українського науково-дослідного інституту туберкульозу і грудної хірургії ім. Ф. Г. Яновського МОЗ УРСР.

## Праці
Автор понад 160 наукових праць, в тому числі 9 монографій.

## Родина
Син — Сергій Орестович — доктор медичних наук, професор Національного медичного університету імені академіка Олександра Богомольця, дружина — Лідія Іванюта (* 1929), акушер-гінеколог, доктор медичних наук, професор.